# Rhopalomyia hirticaulis
Rhopalomyia hirticaulis är en tvåvingeart som beskrevs av Gagne 1983. Rhopalomyia hirticaulis ingår i släktet Rhopalomyia och familjen gallmyggor.
Artens utbredningsområde är Idaho. Inga underarter finns listade i Catalogue of Life.